# Eustrotia olivina
Eustrotia olivina là một loài bướm đêm trong họ Noctuidae.